# Hum (Lastovo)
Der Hum ist ein Berg auf der kroatischen Insel Lastovo, die im Adriatischen Meer liegt.
Mit einer Höhe von 417 m ü. A. ist er der dominierende Berg nahe Lastovo, dem gleichnamigen Hauptort der Insel.